# Bioenergética (biología)

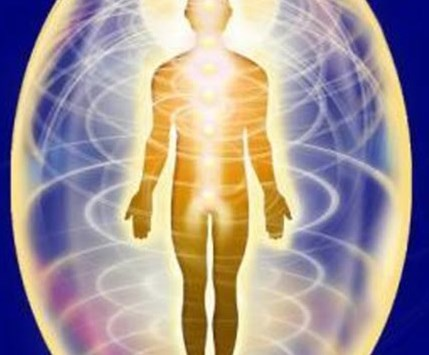
Bioenergética.

La bioenergética es la parte de la biología muy relacionada con la química física, que se encarga del estudio de los procesos de absorción, transformación y entrega de energía en los sistemas biológicos.
En general, la bioenergética se relaciona con la termodinámica, haciendo especial uso de variables como la energía de Gibbs. 
Los cambios en la energía de Gibbs {\displaystyle \Delta G} nos dan una cuantificación de la factibilidad energética de una reacción química y pueden proveer de una predicción de si la reacción podrá suceder o no.
Como una característica general de la bioenergética, esta solo se interesa por los estados energéticos inicial y final de los componentes de una reacción química, los tiempos necesarios para que el cambio químico se lleve a cabo en general se desprecian. 
Un objetivo general de la bioenergética, es predecir si ciertos procesos son posibles o no; en general, la cinética cuantifica qué tan rápido ocurre la reacción química.

## El metabolismo
El metabolismo es el conjunto de transformaciones que experimenta la materia externa desde su absorción o adición al citoplasma, hasta su eliminación del mismo.
Por ejemplo, las células están compuestas por un complejo sistema de reacciones químicas que generan energía y otras que utilizan energía, esto en general es el metabolismo.
El metabolismo comprende dos fases:
- El anabolismo: síntesis de compuestos orgánicos.
- El catabolismo: degradación de sustancias complejas.

Estos representan la suma de cambios químicos que convierten los alimentos en formas utilizables de energía y en moléculas biológicas complejas.

## El ATP
En general, el ATP o trifosfato de adenosin es la conexión entre los sistemas que producen la energía y los que la utilizan; la degradación oxidativa de los alimentos es un proceso exergónico, a pesar de la necesidad de energía de activación para iniciar las reacciones correspondientes.

## Relaciones termodinámicas
Las células vivas son capaces de realizar la conversión de distintas formas de energía y pueden intercambiar energía con su entorno, es conveniente revisar algunas leyes o principios de la termodinámica que rigen las reacciones de este tipo. 
El primer principio de la termodinámica es una ley de conservación de la energía y estipula que, aunque la energía se puede convertir de una forma a otra, la energía total del sistema ha de permanecer constante. 
Por ejemplo, la energía química disponible en un combustible metabólico tal como la glucosa se puede convertir en el proceso de la glucólisis en otra forma de energía química, el ATP. 
La energía implicada en un gradiente osmótico electro potencial de protones establecido a través de la membrana mitocondrial puede convertirse en energía química al utilizar dicho gradiente para impulsar la síntesis de ATP.
Para discutir el segundo principio de la termodinámica se debe definir el término entropía. La entropía (que se designa con el símbolo S) es una medida o indicador del grado de desorden en un sistema. La entropía se puede considerar también como la energía de un sistema que no se puede utilizar para realizar trabajo efectivo. Todos los procesos, ya sean químicos o biológicos progresan hacia una situación de máxima entropía.
No obstante, en los sistemas biológicos es casi imposible cuantificar cambios de entropía ya que estos sistemas raramente están en equilibrio. Por razones de sencillez y por su utilidad inherente en estos tipos de consideraciones, se empleará la cantidad denominada energía de Gibbs.

## Energía de Gibbs
La energía de Gibbs (designada con la letra G) de un sistema es la parte de la energía total del sistema que está disponible para realizar trabajo útil, y está dada por la siguiente relación:
{\displaystyle \Delta G=\Delta H-T\Delta S}
Esta fórmula es válida cuando un sistema particular discurre hacia el equilibrio a temperatura y presión constantes. {\displaystyle \Delta G} es la variación en energía de Gibbs, {\displaystyle \Delta H} es la variación de entalpía o contenido calórico, T es la temperatura absoluta y {\displaystyle \Delta S} es la variación de entropía del sistema.[cita requerida]
La variación de energía de Gibbs de una reacción química está relacionada con la constante de equilibrio de esa reacción; por ejemplo, una reacción se puede escribir como:
{\displaystyle {\ce {A + B <=> C + D}}}
y la expresión para la constante de equilibrio:
{\displaystyle K_{\rm {eq}}={\dfrac {\left[C\right]\left[D\right]}{\left[A\right]\left[B\right]}}}
En condiciones estándar, cuando reactivos y productos se encuentran presentes inicialmente a concentración 1 M, a 1 atm de presión y una 1 M o pH 7, el cambio de energía de Gibbs estándar se define como ΔG°. Se ha cambiado esta expresión y se ha definido la energía de Gibbs estándar a pH neutro, gel de baño 7,0 ( {\displaystyle 10^{-7}} M), que es el pH al cual tienen lugar la mayor parte de reacciones biológicas. En estas condiciones, la variación de energía de Gibbs se expresa en forma ΔG°’ y la constante de equilibrio como {\displaystyle K_{\rm {eq}}}. Dado que en el equilibrio ΔG = 0, se define la siguiente expresión:
{\displaystyle \Delta G'=-RT\ln K'_{\rm {eq}}}
en donde R es la constante de los gases, cuyo valor es {\displaystyle R=8.314\ {\rm {J\cdot mol^{-1}\cdot K^{-1}}}}, dependiendo de si la variación de energía de Gibbs resultante se expresa en calorías (cal) o julios (J) por mol, y T es la temperatura absoluta en Kelvin (K).[cita requerida]
De ahí que, si se puede determinar la constante de equilibrio de una reacción, también puede calcularse su variación de energía de Gibbs estándar (ΔG°’). Cuando la constante de equilibrio se halla por debajo de la unidad, la reacción es endergónica y ΔG°’ es positiva. Cuando la constante de equilibrio es mayor que 1, la reacción es exergónica y ΔG°’ es negativa.[cita requerida]
Tal como ya se ha dicho, la ΔG°’ de una reacción define el trabajo disponible en una reacción cuando sustratos y productos están presentes a concentración 1 M. Dicha situación no se da en las células, ya que los compuestos raramente se encuentran a concentración 1M. De ahí que una expresión relacionada con las concentraciones intracelulares reales de sustratos y productos pueda proporcionar datos sobre el trabajo disponible en una reacción. La expresión para obtener ΔG a cualquier concentración de sustrato o producto incluye la variación de energía de Gibbs para que una concentración 1 M de sustrato y de producto alcancen el equilibrio (ΔG°’) y la variación de energía para alcanzar una concentración 1 M de sustratos y productos:[cita requerida]
{\displaystyle \Delta G=\Delta G'+RT\ln \left({\frac {\left[C\right]\left[D\right]}{\left[A\right]\left[B\right]}}\right)}